# Березівська вулиця (Житомир)
Березівська вулиця — вулиця в Богунському районі міста Житомира.

## Характеристики
Розташована на Мальованці. Бере початок з глухого кута неподалік Барашівської вулиці. Прямує на південний захід. Завершується за 850 м від свого початку перехрестям з вулицею Олени Теліги. Має перехрестя з вулицями: Радивілівською, Героїв Пожежників, Західною, Дібровною. Від вулиці беруть початок 1-й та 3-й Березівські провулки. Перехрестям з вулицею завершуються 5-й та 7-й Західні провулки, 4-й Березівський провулок.

## Історія
Між вулицями Барашівською та Західною виникла на початку XX століття. Одна з частин вулиці між вулицями Західною та Ровенською (нині Героїв Пожежників) отримала проєктну назву Північна вулиця у зв'язку з тим, що була запроєктована генеральними планами середини ХІХ століття як одна з периметральних вулиць навколо міської межі, що мала з'єднувати Західну вулицю із вулицею Східною оминаючи місто з північного заходу та півночі.
У 1915 році вулиця вказана як запроєктована, розташована у передмісті Мальованка. У цьому ж році були споруджені перші будинки вздовж запроєктованої вулиці.
До 1950-х роках являла собою продовження Ровенської вулиці; з 1930-х років — Фурманова.
У 1950-х роках отримала назву.
Вулиця та її забудова сформувалися у другій половині XX століття.